# Rabrovac

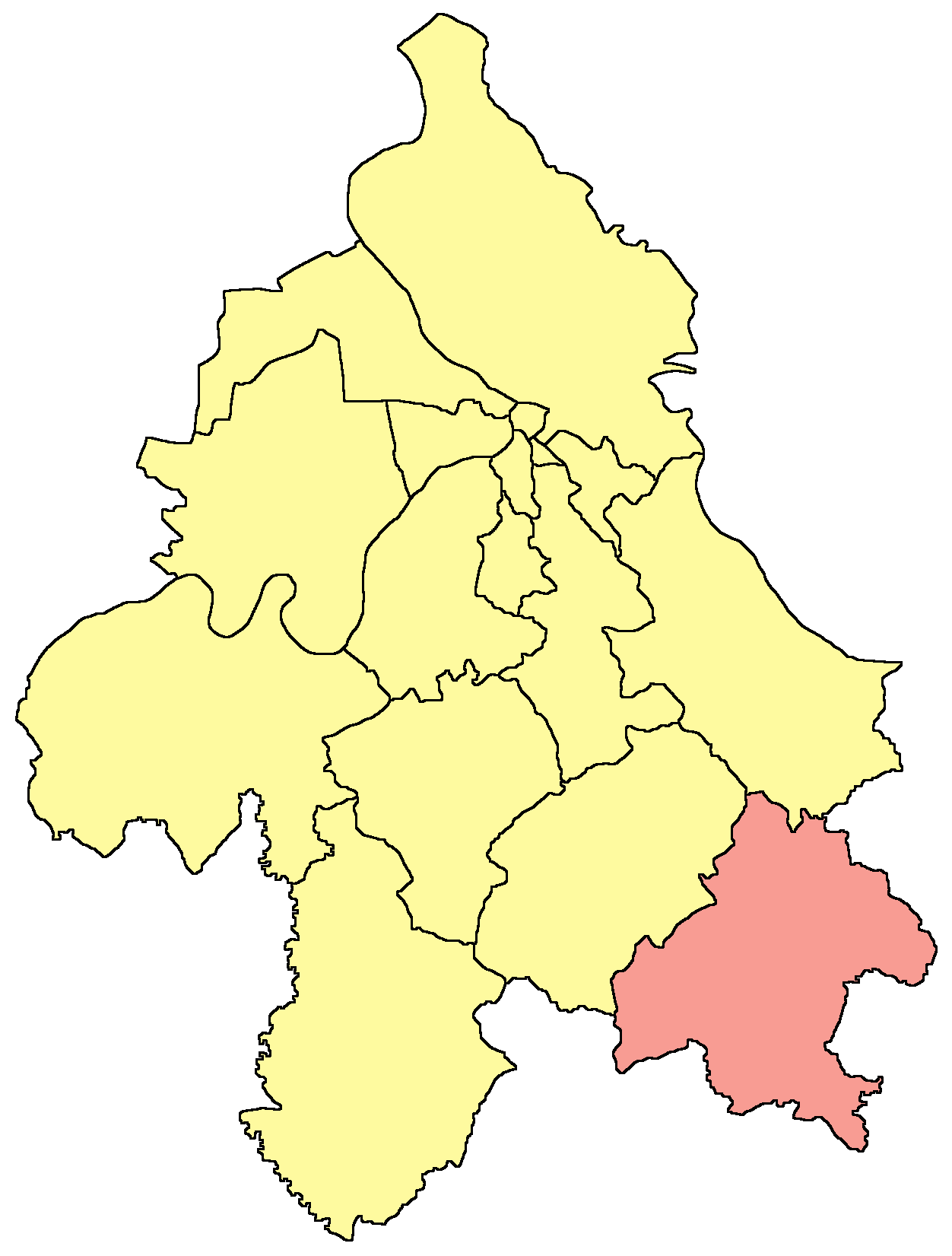
Localisation de la municipalité de Mladenovac dans la Ville de Belgrade

Rabrovac (en serbe cyrillique : Рабровац) est une localité de Serbie située dans la municipalité de Mladenovac et sur le territoire de la Ville de Belgrade. Au recensement de 2011, elle comptait 1 244 habitants.
Rabrovac est officiellement classé parmi les villages de Serbie.

## Démographie

### Évolution historique de la population
| 1948  | 1953  | 1961  | 1971  | 1981  | 1991  | 2002  | 2011  |
| ----- | ----- | ----- | ----- | ----- | ----- | ----- | ----- |
| 1 632 | 1 683 | 1 634 | 1 537 | 1 512 | 1 555 | 1 400 | 1 244 |

|  |